# 양명문
양명문(楊明文, 1913년 11월 1일 ~ 1985년 11월 21일)은 대한민국의 시인이다.

## 생애
호(號)는 자문(紫門)이며 평안남도 평양 출생이다. 1939년 첫 시집 《화수원》(華愁園)을 발표하여 시인으로 입문하였다. 가곡으로 만들어진 시 〈명태〉로 잘 알려져 있으며, 광성고등학교의 교가를 작사하기도 했다.